# Suite (obra de teatro)
Suite es una obra de teatro de Carles Batlle, ganadora del Premio de la Sociedad General de Autores y Editores (SGAE) en 1999.

## Argumento
Un matrimonio cumple treinta y un desde que se conocieron. Ella recuerda y lee. Él tal vez la escucha mientras construye su casa de muñecas. Algún intercambio de frases de vez en cuando, cargado de desgana y de hastío. Pol, su yerno, llega para decirles que Berta, su hija, le ha abandonado. La engaña y ella se ha marchado. Trae un misterioso cuadro que hace referencia al pasado. Dos mujeres, dos generaciones distintas y dos diferentes respuestas. La madre, se sumerge en la lectura, en la fantasía, en recordar un pasado que tal vez no fueron como ella lo imagina. La hija decide marcharse, decidir sobre su propia vida.

## Producción
En el 2012 la compañía Producciones Off Madrid restrena la función en gira bajo la dirección de Luis Maluenda y el reparto: Pepa Sarsa como Anna, la mujer; Abel Vitón como Marc, el marido; Jorge Del Río como Pol, el yerno, y Clara Macias como Berta, la hija.